# The Wasp
The Wasp er en amerikansk stumfilm fra 1915 af B. Reeves Eason.

## Medvirkende
- Vivian Rich.
- Walter Spencer som Hart.
- Roy Stewart.
- Hugh Bennett.